# Augusto Lamo Castillo
Augusto Lamo Castillo, né le 25 septembre 1938 à Badajoz et mort le 10 septembre 2002, était un arbitre espagnol de football.  

## Carrière
Il a officié dans des compétitions majeures : 
- Coupe du monde de football des moins de 20 ans 1979 (2 matchs)
- Mundialito (1 match)
- Coupe du monde de football de 1982 (1 match)
- Euro 1984 (1 match)